# 沈维孝
沈维孝（1975年5月—），男，安徽贵池人，中国数学家，现任复旦大学数学科学学院教授、上海数学中心首席专家，中国科学院院士。

## 生平
1991年毕业于安徽省贵池中学。1995年毕业于中国科学技术大学数学系。2001年毕业于东京大学，获博士学位。2009年荣获第十二届中国数学会陈省身数学奖。2023年11月当选中国科学院院士。